# Valence Basket Club (féminines)
Maillots
Le Valence Basket Club (espagnol : Valencia Basket Club), ou simplement Valence Basket (Valencia Basket), est un club espagnol de basket-ball féminin basé à Valence et évoluant en Championnat d’Espagne.
La section féminine du Valence Basket Club a été créée en 2014, avec le rachat des équipes de l’ancien club phare de la ville, le Ros Casares Valence, ancien vainqueur de l’Euroligue qui avait cessé ses activités professionnelles en 2012 et évoluait en troisième division.
Pour sa première saison, le Valence Basket joua en Primera División, la troisième division du championnat espagnol.
Le club monta en 2016 en Liga Femenina 2, et deux ans plus tard, obtint sa montée en Liga Femenina, devant plus de 6 000 spectateurs.

## Résultats saison par saison
| Saison  | Niveau | Division        | Pos. |
| ------- | ------ | --------------- | ---- |
| 2014–15 | 3      | 1ª División     | 2e   |
| 2015–16 | 3      | 1ª División     | 1er  |
| 2016–17 | 2      | Liga Femenina 2 | 10e  |
| 2017–18 | 2      | Liga Femenina 2 | 1er  |
| 2018–19 | 1      | Liga Femenina   | 4e   |